# Aussichtspunkt Gračina
Der Aussichtspunkt Gračina befindet sich in Kroatien, in der Gemeinde Tisno, zwischen Ivinj und Tisno und liegt 113 Meter über dem Meeresspiegel. Vom Aussichtspunkt hat man einen Blick auf Tisno, Pirovac und den Vrana-See sowie auf die Inseln Murter und Kornati.
Auf dem Aussichtspunkt befindet sich darüber hinaus ein Fernsehsender.